# Суперкубок Сан-Томе і Принсіпі з футболу
Суперкубок Сан-Томе і Принсіпі з футболу або Super Taça Nacional de São Tomé e Príncipe — суперкубок Сан-Томе і Принсіпі з футболу, який було створено в 1996 році в Сан-Томе і Принсіпі.

## Формат
Турнір проводиться за системою плей-оф. У фінальному поєдинку зустрічаються переможець чемпіонату та володар національного Кубку. До 2000 року турнір складався з двох матчів, команди-фіналісти по черзі приймали одна одну. Переможців визначали за сумою двох матчів. З 2001 року турнір складається з одного матчу.

## Переможці
- 1996 : Інтер (Бум-Бум) (Сан-Томе)
- 1997 :	Кайшау Гранде (Сан-Томе)
- 1998 : невідомо
- 1999[1] : Спортінг (Прая-Круж) (Сан-Томе) 4-0 1-1 Віторія (Рібокуе) (Сан-Томе)
- 2000[2] : Спортінг (Прая-Круж) (Сан-Томе) 4-2 2-1 Інтер (Бум-Бум) (Сан-Томе)
- 2001[3] : невідомо
- 2010[4] : 6 ді Сетембру (Сан-Томе) 8-2 Дешпортіву Санді (Принсіпі)
- 2011[5] : Віторія (Рібокуе) (Сан-Томе) 1–0 Спортінг (Принсіпі) (Принсіпі)
- 2012[6] : Дешпортіву (Гвадалупе) (Принсіпі) 2–1 Спортінг (Принсіпі) (Сан-Томе)
- 2013[7] : Спортінг (Прая-Круж) (Сан-Томе) 1–1 (4-3 пен.) УДРА (Сан-Томе)
- 2014[8] : УДРА (Сан-Томе) 2–1 Спортінг (Принсіпі) (Принсіпі)

## Перемоги по клубах
| Клуб                              | Титулів |
| --------------------------------- | ------- |
| Спортінг (Прая-Круж) (Сан-Томе)   | 3       |
| Інтер (Бум-Бум) (Сан-Томе)        | 1       |
| Кайшау Гранде (Сан-Томе)          | 1       |
| 6 ді Сетембру (Сан-Томе)          | 1       |
| Віторія (Рібокуе) (Сан-Томе)      | 1       |
| Дешпортіву (Гвадалупе) (Принсіпі) | 1       |
| УДРА (Сан-Томе)                   | 1       |

## Перемоги по островах
| Острів   | Титулів |
| -------- | ------- |
| Сан-Томе | 22      |
| Принсіпі | 4       |